# Charles Étienne Conti
Pour les articles homonymes, voir Conti.
Charles Etienne Conti dit Etienne Conti (né à Ajaccio le 31 octobre 1812 et mort à Paris le 13 février 1872) était un avocat et un homme politique français, conseiller général durant la Monarchie de Juillet, député de Corse à l'assemblée constituante (du 23 avril 1848 au 26 mai 1849), conseiller d'état, secrétaire et chef de cabinet de Napoléon III (1864-1868) puis sénateur (1868-1870) et député (8 février 1871 - 13 février 1872).

## Biographie
Il est le fils de Dominique Conti (1784-1849), président du tribunal de commerce d'Ajaccio, et Marie Colombe Peraldi.
Il fit une partie de ses études au Lycée de Nîmes où résidait sa tante Angèle Conti-Clément, puis au Collège royal de Tournon.
Conti vint étudier le droit à Paris et revint en Corse où il s'établit comme avocat, s'occupant en même temps de littérature et de politique. Il illustra sa famille par les positions élevées qu'il a occupées Il épouse en 1834 Marie-Joséphine Peraldi.
Élu conseiller général, il combattit vivement le gouvernement de Louis-Philippe et rendit visite au prince Louis Napoléon Bonaparte en mai 1842 lors de sa captivité au Fort de Ham. Lors de la Révolution de 1848, Adolphe Crémieux le nomma procureur général à Bastia et deux mois plus tard, il fut élu député de la Corse. Un de ses premiers actes fut de demander, avec son collègue Pietri, l'abrogation de la loi d'exil contre les Bonaparte, mais il n'en vota pas moins le bannissement de la famille d'Orléans. Il vota pendant quelque temps avec la gauche démocratique, puis s'attacha complètement à la fortune du prince Louis Napoléon.
Il ne fut pas réélu à l'Assemblée Législative, la Corse n'ayant plus droit qu'à 5 députés au lieu de 7, mais après le coup d'état du 2 décembre 1851, il fut nommé directeur des Affaires criminelles et des grâces au ministère de la Justice. Dans cette assemblée, il se signala entre autres travaux par un important rapport sur la contrainte par corps. En décembre 1864, il succéda à Mocquard comme secrétaire de l'Empereur et chef de cabinet de Sa Majesté. Il devient sénateur de l'Empire le 15 août 1868.
Il fut également conseiller d'État et il représenta pendant trente ans le canton d'Ornano au Conseil général de la Corse pour le canton de Santa Maria Sicche.
Le 4 septembre 1870, avec les ambassadeurs Nigra et Metternich et le lieutenant de vaisseau Conneau, il accompagna l'Impératrice lorsqu'elle quitta le palais des Tuileries et la rejoignit en Angleterre.
Revenu en France, il fut élu député de la Corse en 1871 sur une profession de foi impérialiste. Le 1er mars 1871, il s'illustra par sa tribune devant  l'Assemblée Nationale de Bordeaux en prenant la défense de Napoléon III et de l'Empire, intervention qui détermina le vote de la déchéance.
Il était Grand Officier de la Légion d'honneur.

## Sources et références
1. ↑  « Conti (Charles Étienne) », dans Adolphe Robert et Gaston Cougny, Dictionnaire des parlementaires français, Edgar Bourloton, 1889-1891 [détail de l’édition] [texte sur Sycomore]
2. ↑  « Dossier de l'ordre de la Légion d'honneur de Charles Étienne Conti », base Léonore, ministère français de la Culture

- « Charles Étienne Conti », dans Adolphe Robert et Gaston Cougny, Dictionnaire des parlementaires français, Edgar Bourloton, 1889-1891 [détail de l’édition]
- Notes biographiques de son gendre Antoine Pugliesi-Conti (1887)
- L’Empire libéral d’Émile Ollivier
- « Charles Étienne Conti », sur Sycomore, base de données des députés de l'Assemblée nationale